# 贝塞日
贝塞日（法語：Bessèges，法語發音：[besɛʒ]）是法国加尔省的一个市镇，属于阿莱斯区。

## 地理
贝塞日（44°17'30"N, 4°6'2"E）面积10.32 平方千米，位于法国奧克西塔尼大區加尔省，该省份为法国南部沿海省份，南端濒地中海，北起顺时针与阿尔代什省、沃克吕兹省、罗讷河口省、埃罗省、阿韦龙省和洛泽尔省接壤。
与贝塞日接壤的市镇（或旧市镇、城区）包括：博尔德扎克、库里、加尼耶尔、梅拉讷、塞兹河畔莫利耶尔、佩尔马勒、罗比亚克-罗什萨杜勒。

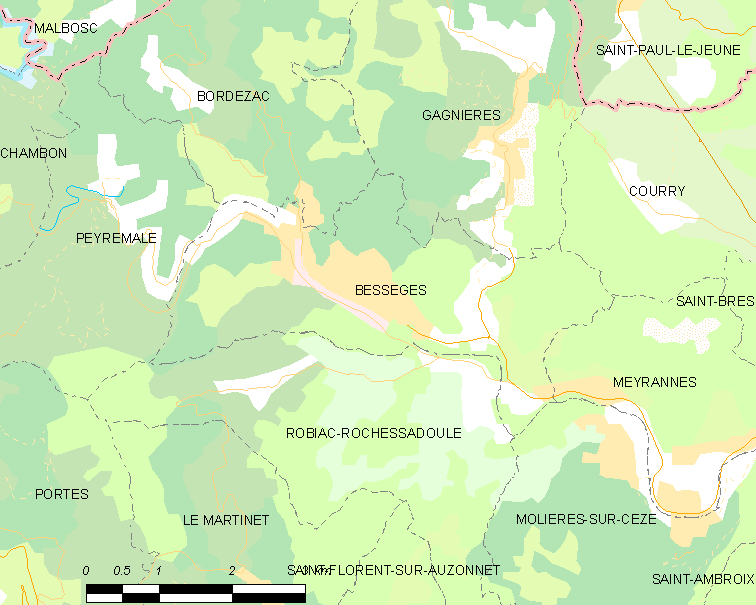
贝塞日的OSM定位图

贝塞日的时区为UTC+01:00、UTC+02:00（夏令时）。

## 行政
贝塞日的邮政编码为30160，INSEE市镇编码为30037。

## 政治
贝塞日所属的省级选区为鲁松县。

## 人口

1962-2008年间贝塞日人口变化图示

贝塞日于2022年1月1日时的人口数量为2624人。